# Ghislain Printant
Ghislain Printant (Montpellier, 13 maggio 1961) è un allenatore di calcio francese, vice allenatore del Olympique Marsiglia.

## Biografia
Assistente tecnico nel Montpellier nel periodo 1989–1992, nel biennio 1992–1994 ha allenato il Marvejols.
Rientrato in Francia, è stato assistente e tecnico per il settore giovanile del Montpellier dal 1994 al 2010.
Dal 2014 al 2016 è stato l'allenatore del Bastia con cui il 4 febbraio 2015 ha conquistato ai calci di rigore contro il Monaco l'accesso alla finale della Coupe de la Ligue 2014-2015, dove ha incontrato il Paris Saint-Germain perdendo 4-0.